# L'Appartement du dernier étage
Pour plus de détails, voir Fiche technique et Distribution.

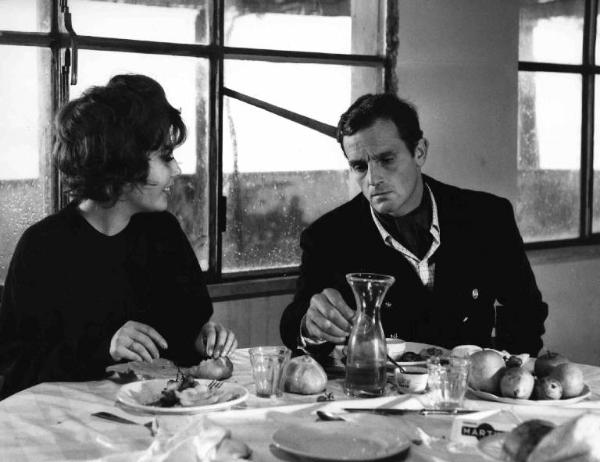
Daniela Rocca et Philippe Leroy dans une scène du film.

L'Appartement du dernier étage (L'attico) est une comédie de mœurs franco-italienne réalisée par Gianni Puccini et sortie en 1963,.

## Fiche technique
Sauf indication contraire, les informations mentionnées dans cette section peuvent être confirmées par la base de données cinématographiques IMDb,  présente dans la section « Liens externes ».
- Titre original italien : L'attico[3]
- Titre français : L'Appartement du dernier étage ou Le Dernier Étage[4]
- Réalisation : Gianni Puccini
- Scénario : Bruno Baratti, Ennio De Concini, Eliana De Sabata, Mino Guerrini, Gianni Puccini, Stefano Ubezio, Giuseppe Vari
- Photographie : Marcello Gatti
- Montage : Mario Serandrei
- Musique : Piero Piccioni
- Décors : Giovanni Checchi
- Costumes : Tina Grani
- Trucages : Otello Fava (it)
- Production : Lionello Santi, Ennio de Concini, Alberto Barsanti
- Sociétés de production : Galatea, Coronet Produzioni, Societé Cinématographique Lyre
- Pays de production :  Italie -  France
- Langue originale : italien
- Format : Noir et blanc - Son mono - 35 mm
- Genre : Comédie de mœurs[4]
- Durée : 95 minutes (1 h 35[3])
- Date de sortie :
  - Italie : 29 mars 1963
  - France : 1964[4]

## Distribution
- Daniela Rocca : Silvana D'Angelo
- Tomas Milian : Claudio
- Mary Arden : Gunilla
- Walter Chiari : Gabriele
- Philippe Leroy : Tommaso
- Lilla Brignone
- Jean-Jacques Delbo
- Gino Pernice